# Iàkov Flier
Iàkov Flier (rus: Я́ков Флие́р)  (Orékhovo-Zúievo, 21 d'octubre de 1912 - Moscou, 18 de desembre de 1977) Iàkov Vladímirovitx Flier (rus: Яков Владимирович Флиер) fou un pianista i professor d'aquest instrument.

## Biografia
Concursos d'educació i piano
Iàkov Flier va créixer com un dels set fills del rellotger Vladímir Mikhàilovitx Flier i la seva dona Ielizabet Lazàrevna a Orechowo-Sujewo. La mare era musical i tocava el piano. Flier va experimentar amb el mateix instrument, va mostrar talent i va rebre lliçons de Sergei Nikanorowitsch Korsakow a l'escola de música a partir dels set anys. Des del 1923 va assistir a l'escola preparatòria del Conservatori de Moscou, on va ser ensenyat per G. P. Prokofiev i S. A. Koslowski. El 1929, Flier va passar a la classe de conservatori de Konstantin Igumnov i va acabar els seus estudis de piano el 1934 amb la màxima distinció i una entrada com a medallista d'or a la llista d'honor del Conservatori després de la interpretació del Tercer Concert per a piano op. 30 en re menor de Rachmaninov. Després va completar un títol de postgrau amb Igumnow fins al 1937, com a assistent del qual va treballar després de graduar-se.
El 1935 Flier va guanyar el Concurs de piano per a totes les unions a Leningrad, conegut a tot el país i dedicat a nombroses activitats de concert com a solista de la Societat Filharmònica de Moscou. El 1936 participà al Concurs Internacional de Piano de Viena, on guanyà el primer lloc per davant d'Emil Guílels i, el 1938, quedà tercer al Concours Eugène Ysaÿe de Brussel·les.

## Carrera
Va ser conegut sobretot per les seves interpretacions de música de piano romàntica, tot i que també es va dedicar a contemporanis com Dmitri Kabalewski. A causa d'una lesió, Flier aviat es va retirar de l'escena del concert i es va convertir en professor del Conservatori de Moscou, on va produir nombrosos estudiants importants, inclosos Luba Edlina, Nina Lelchuk, Sergei Musaeljan, Bella Davidovich, Viktoria Postnikowa, Lev Vlasenko, Regina Shamvili, Rodion Shchedrin, Mikhail Rudy, Vladimir Feltsman, Shoshana Rudiakov, Mūza Rubackytė, Mikhail Faerman i Michail Pletnjow. Daniil Schafran va ser un dels seus socis de música de cambra.

## Premis
- 1933: Medalla d’Or del Conservatori de Moscou[6]
- 1935: Primer lloc del segon Concurs de piano soviètic a Leningrad
- 1936: Primer lloc al Concurs Internacional de Piano de Viena
- 1938: medalla de bronze al Concours Eugène Ysaÿe de Brussel·les

Honors soviètics

- 1937: Senyal d’Honor de l’Orde
- 1946: Ordre de la bandera vermella del treball
- 1947: Artista distingit de la RSFSR
- 1954: Senyal d’Honor de l’Orde
- 1962: Artista Popular de la RSFSR
- 1966: Artista Popular de la URSS

## Literatura
- J. B. Dolinskaja, M. M. Jakowlew: Yakov Flier. Articles. Records. Entrevista (Jakow Flier. Artikel. Erinnerungen. Entrevistes.) Sovetskij Kompozitor, Moskau 1983 (rus).
- David Dubal: L'art del piano: els seus intèrprets, literatura i enregistraments. 3. Auflage, Amadeus Press 2004, ISBN 978-1-5746-7088-2 (anglès), pàgina 111.
- J. B. Dolinskaja, L. N. Fliera, S. A. Musaeljan, S. K. Winogradow: Yakov FLIER. En el centenari del seu naixement. (Jakow Flier. Zum 100. Geburtstag). Kompositor Verlag, Moskau 2012, ISBN 978-5-4254-0051-2 (rus).

## Pel·lícula
- Jacob Flier. Cavaller del Romanticisme (Jakow Flier. Ritter der Romantik). Documentari (2007), 53 minuts, administrador: Nikita Tichonow, Guió: Julia Tichonowa.[7]